# Estereoscópio

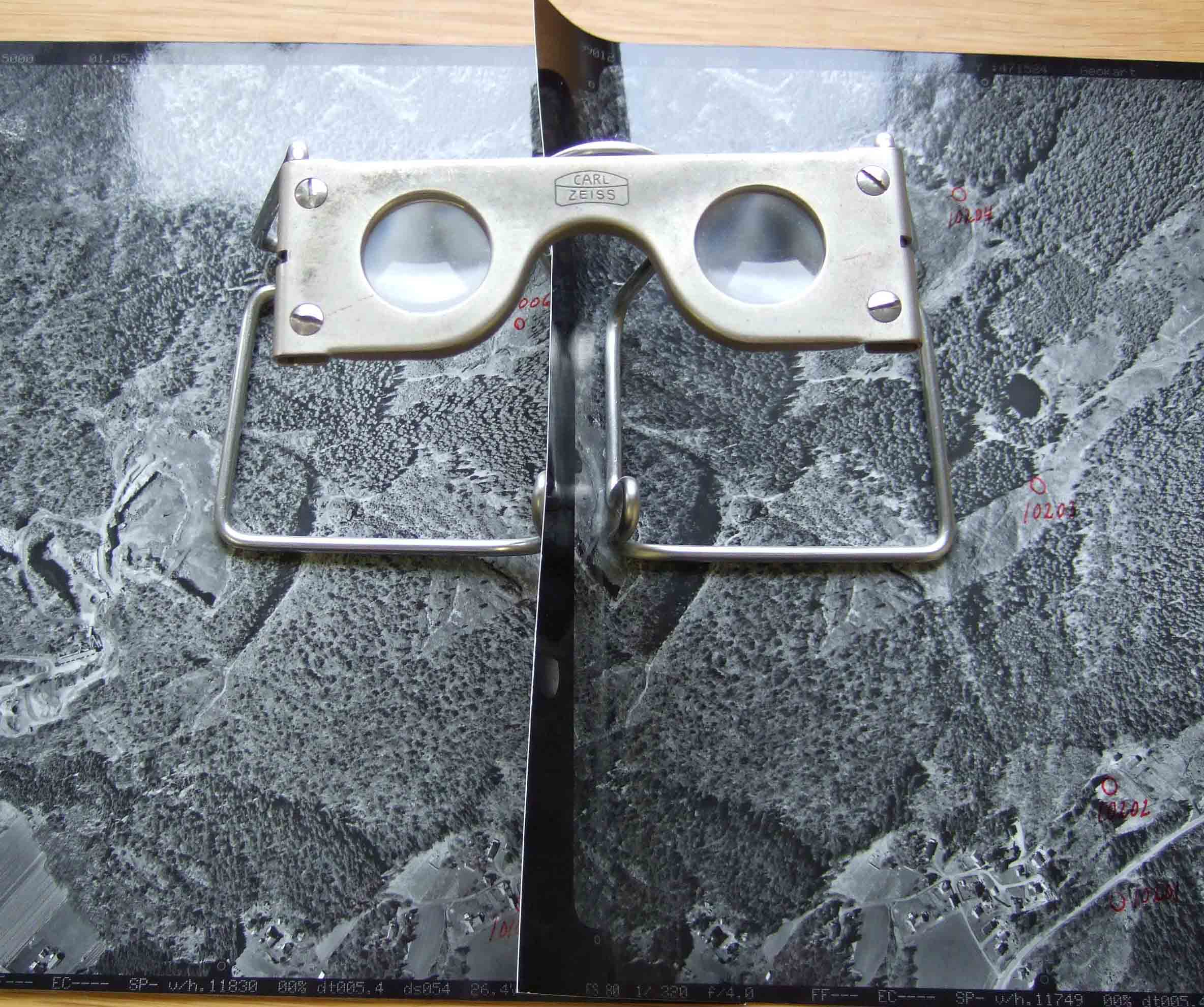
Estereoscópio

O estereoscópio é um aparelho utilizado para visualizar estereoscopias, isto é, um par de fotografias que eram produzidas por uma câmera própria que captava duas imagens ao mesmo tempo com uma pequena diferença de ângulos, semelhante à distância entre os olhos. Quando vistas através do visor binocular do estereoscópio a imagem parecia tridimensional, efeito semelhante ao do cinema 3D que existem atualmente.
As estereoscopias eram utilizadas, principalmente, como entretenimento. Famílias abastadas que podiam arcar com os custos de possuir um avanço tecnológico da época, apreciavam imagens de paisagens e monumentos históricos em reuniões sociais. Com o passar do tempo as técnicas de produção e reprodução de imagens foram se tornando mais populares, alcançando outras camadas da sociedade.

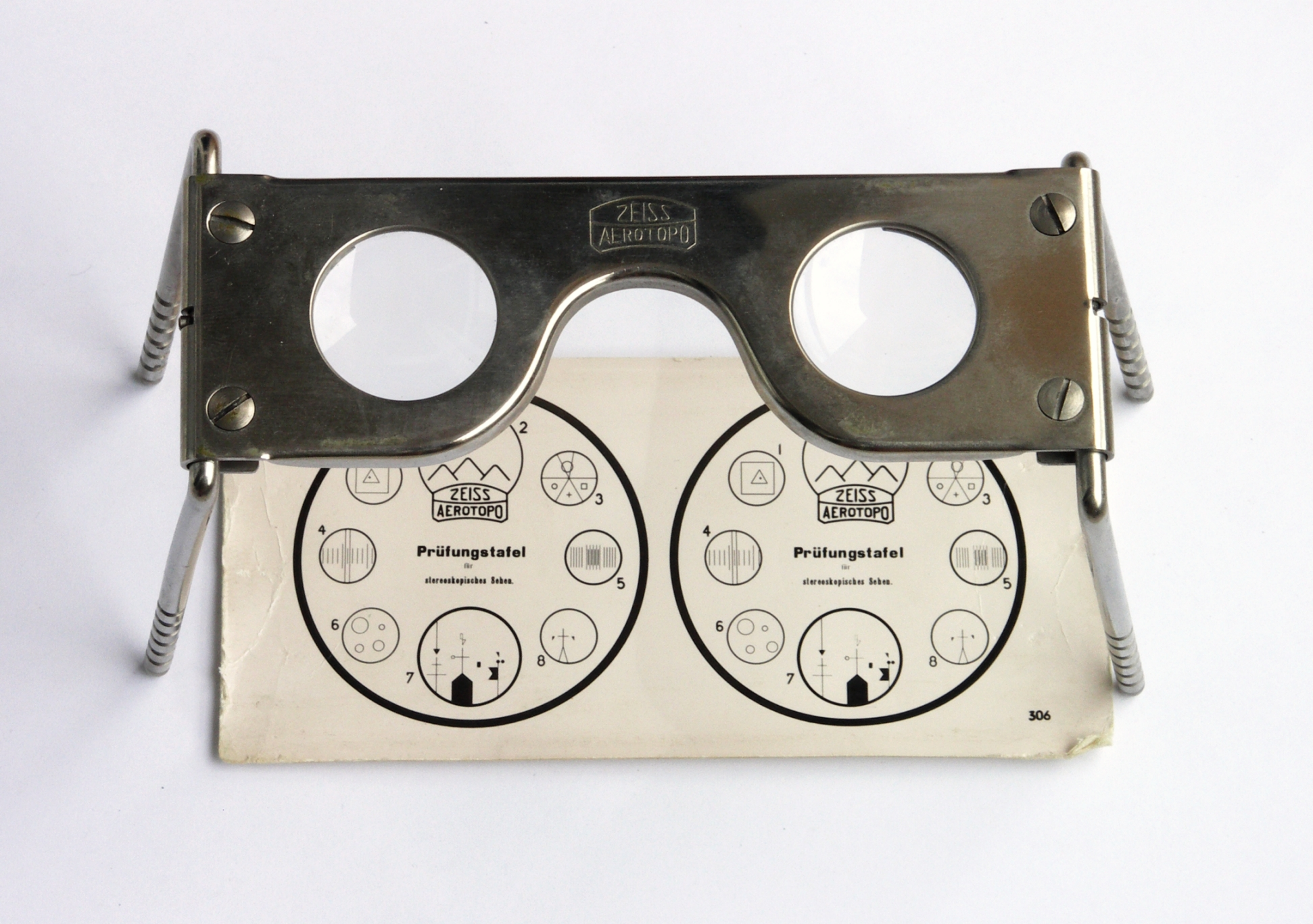
Estereoscópio de bolso Zeiss antigo com imagem de teste original

## Tipos de estereoscópio

### O estereoscópio de Wheatstone
Charles Wheatstone é o responsável pela invenção dos primeiros estereoscópios, juntamente com a comunidade científica de Londres na década de 1825 a 1835. O estereoscópio é parte de um grupo de invenções chamado brinquedos filosóficos, e foram criados para examinar fenômenos naturais experimentalmente, ao invés de observá-los na natureza. Foram chamados dessa forma por proverem diversão para o público geral e também observar experimentações científicas. Eles incluem taumatrópios, fenacistoscópios, estroboscópios, anortoscópios, estereoscópicos, taquistoscópios, cronoscópios. Esses brinquedos se tornaram muito populares, principalmente quando combinados com fotografias.

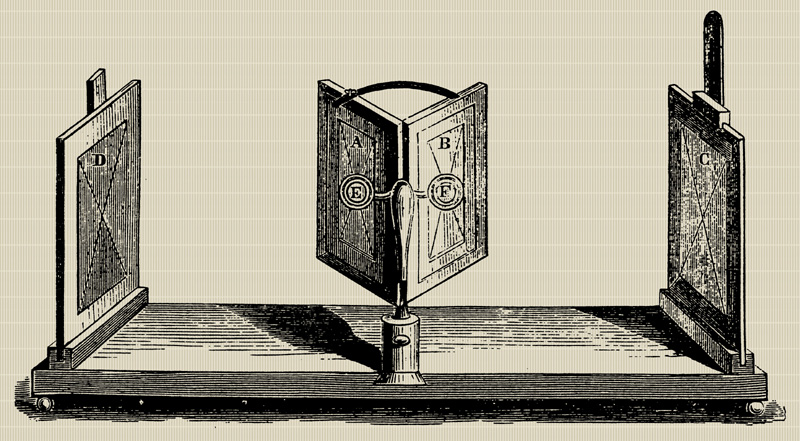
Ilustração do estereoscópio de Wheatstone

Seu funcionamento é simples. Dois espelhos em ângulo de noventa graus colocam-se enfrentados a cada olho do observador, o qual vê as fotografias ou desenhos de um par estéreo que são localizadas paralelas e a cada lado, a noventa graus da visão dele, à esquerda e à direita.
O estereoscópio, talvez mais que qualquer outro instrumento, prevaleceu na era da experimentação da visão. É um simples aparato óptico que apresenta imagens com poucas diferenças entre si para cada olho; se essas imagens possuem disparidades horizontais apropriadas, profundidade é vista.
Conhecimentos sobre disparidade de imagem para cada olho existem desde a época de Ptolomeu e Cláudio Galeno, porém eles não tinham conhecimento da ciência da luz, logo não foi utilizado de tal maneira até a invenção do estereoscópio.

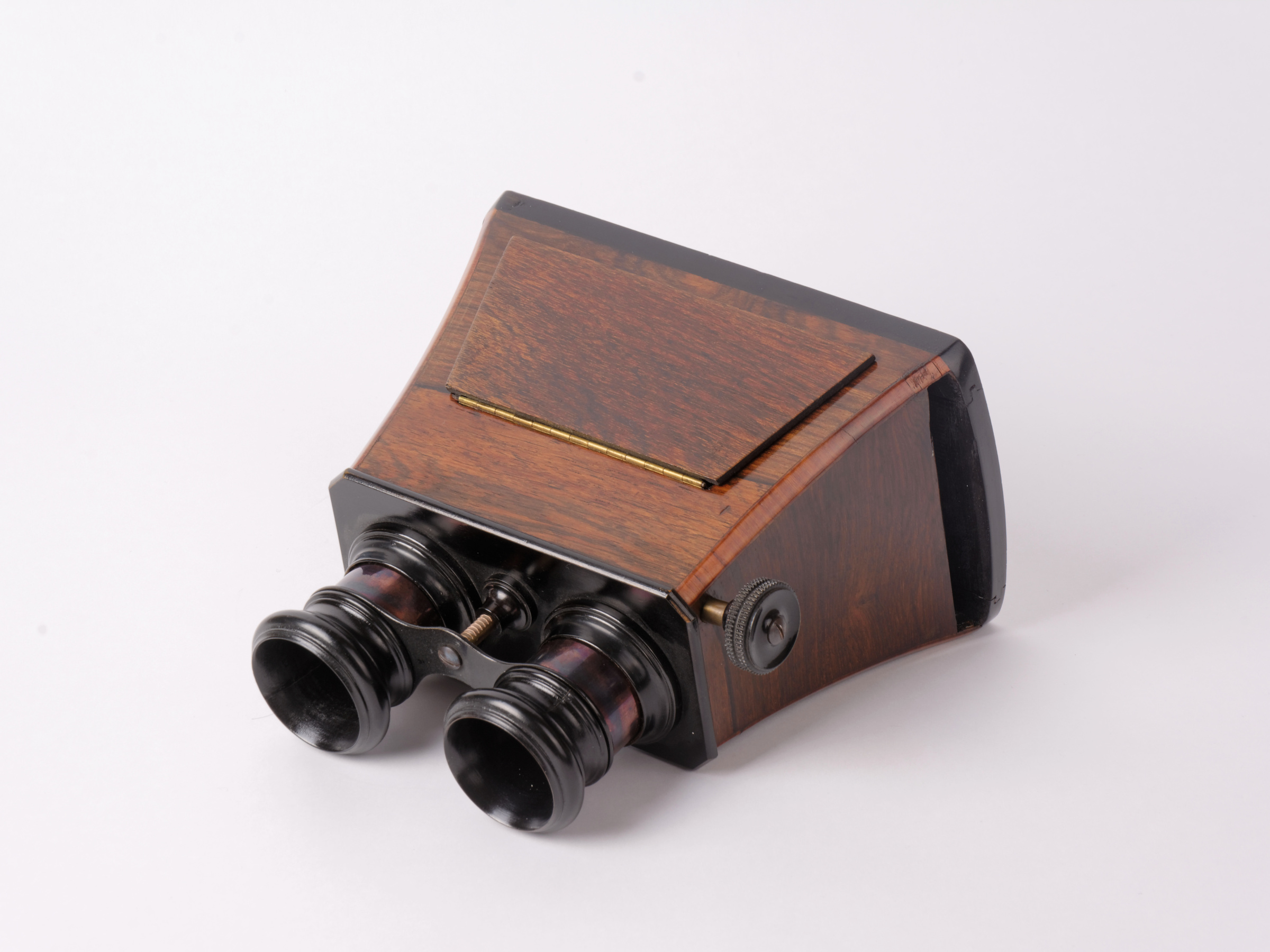
Estereoscópio de Brewster

Wheatstone apenas publicaria sua descoberta em seu memorando de 1838, cinco anos depois de criado o primeiro estereoscópio com espelho e prisma, em 1832. A fabricante de instrumentos ópticos e científicos Heath and Murray fabricou os primeiros estereoscópios.

### Estereoscópio de Brewster
O modelo mais popular de estereoscópio foi criado por David Brewster, chamado de estereoscópio lenticular. Consiste de uma caixa de madeira com 46 cm de comprimento, 18 cm de largura e 10 cm de altura. Antes de as fotografias serem popularizadas, eram utilizados desenhos simples no aparato. O estereoscópio lenticular utiliza lentes para unir as imagens nos olhos de quem vê, sendo uma experiência mais confortável para o usuário.
Mesmo com alguns pesquisadores alegando que Brewster inventou o estereoscópio, o mesmo afirma que apenas inventou o estereoscópio lenticular.

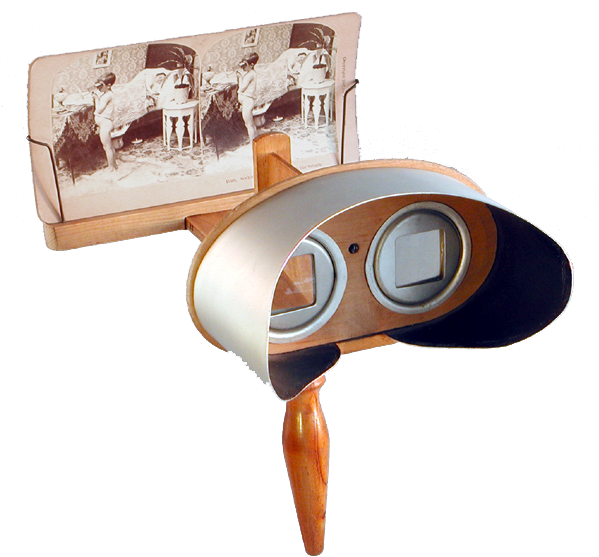
Estereoscópio de Holmes

### Estereoscópio de Holmes
Em 1859, Oliver Wendell Holmes inventou um novo método para visualização de imagens estereoscópicas. Neste dispositivo, a imagem dividida é posicionada em uma fenda oposta à lente dividida, o usuário segura por um apoio sob a lente observando através dela, o efeito tridimensional da imagem dividida. Holmes decidiu não patentear sua invenção, publicou o design para qualquer um utilizar. 
Até este ponto, estereoscópios eram caros e nada práticos para uso educativo, porém, a invenção de Holmes tornou seu uso popular em ambientes escolares, por seu baixo custo de produção e a possibilidade de utilizar imagens impressas em papel e cartolina para visualização.

## Uso moderno

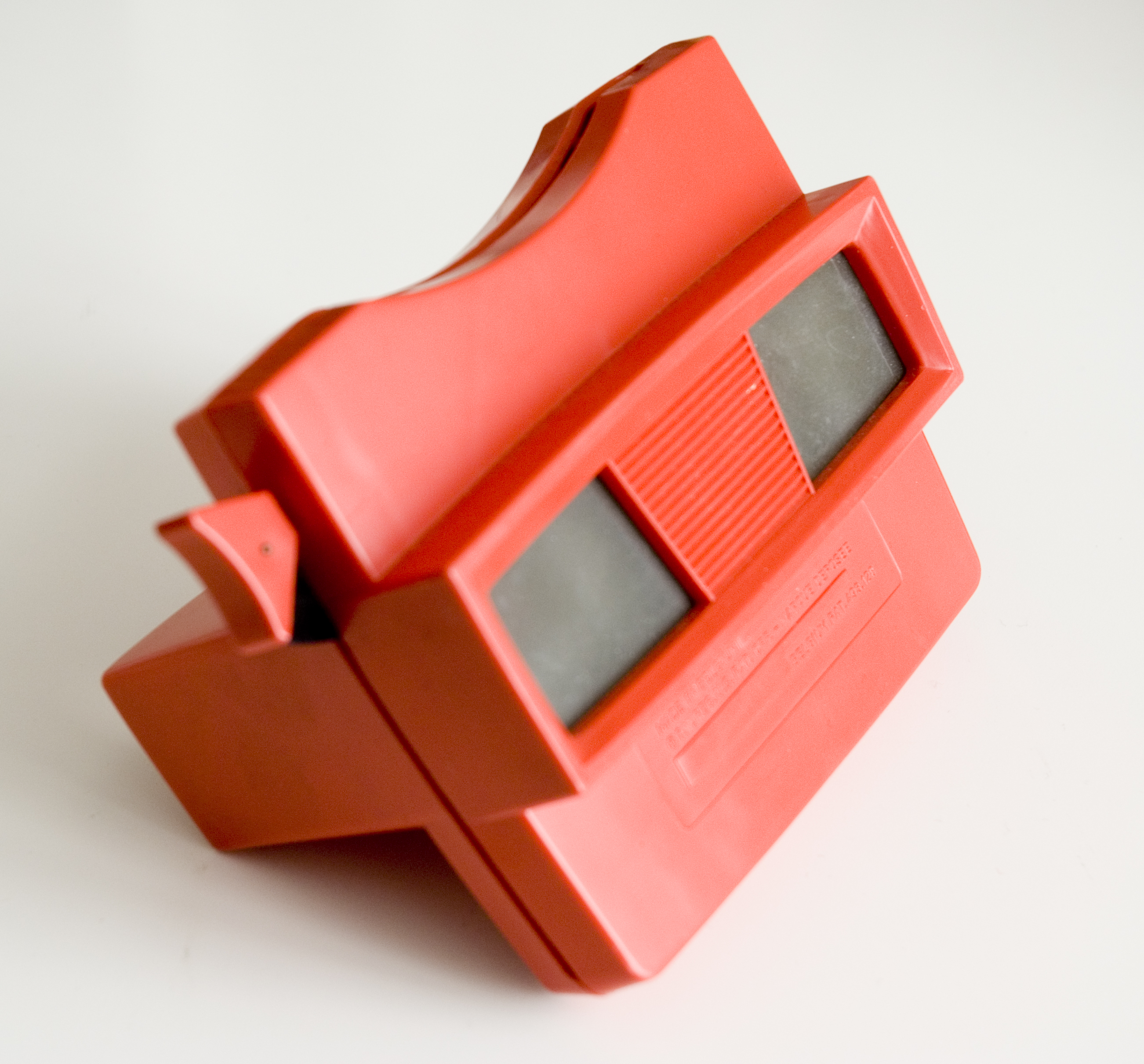
View-Master

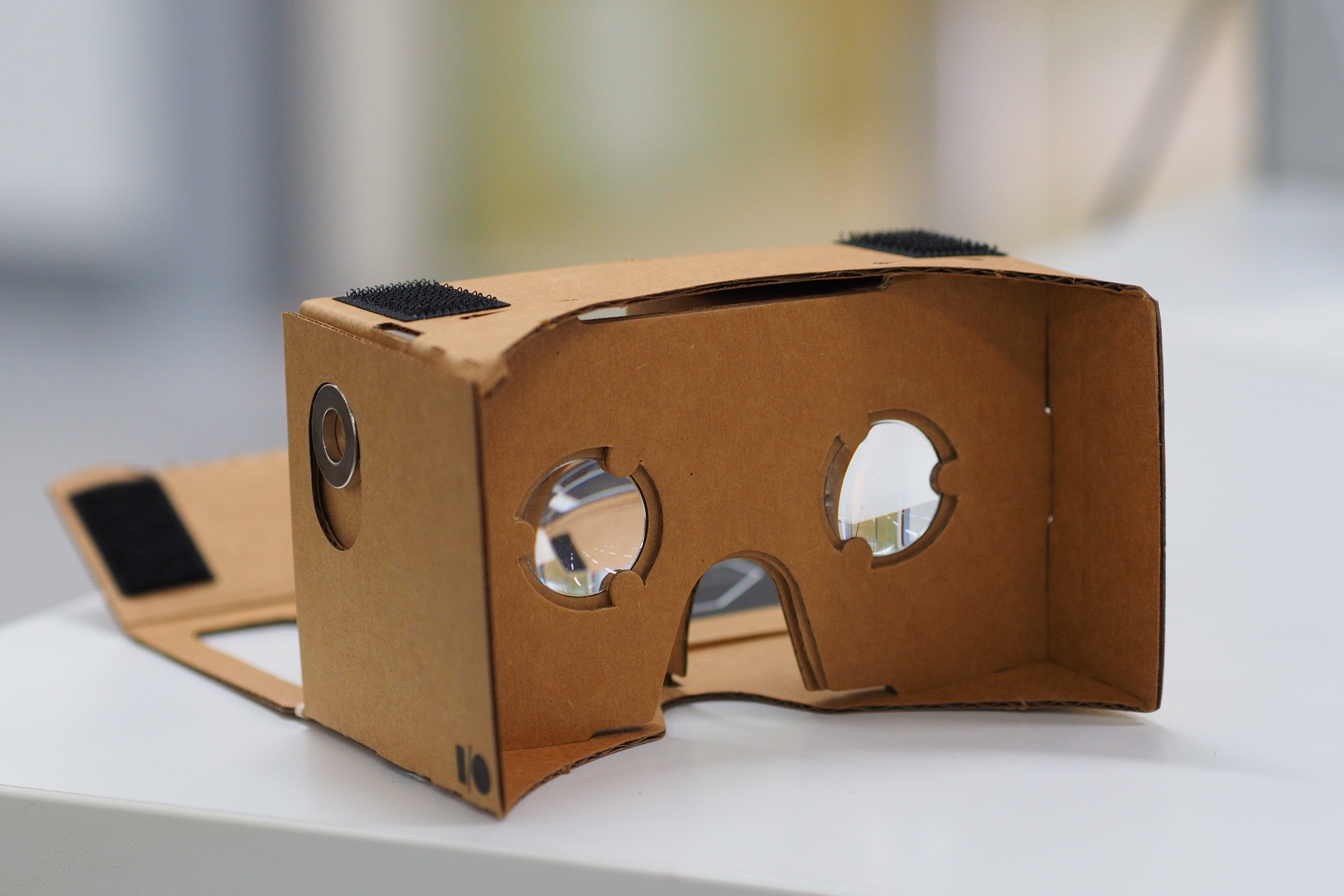
Google Cardboard montado

O estereoscópio ao longo dos anos mudou bastante de forma. Nos anos 1960 era popular o View-Master. Fabricado pela Mattel, o View-Master é um brinquedo parecido com binóculos que projetava pequenas imagens contidas em cartelas diante dos olhos do usuário.
Em 2015, foi anunciada uma parceria entre a Mattel e Google para produzir View-Masters capazes de simular realidade virtual e realidade aumentada combinados com um smartphone.
Anteriormente, em 2014, o Google já havia lançado um template de papelão que funciona de maneira parecida com o estereoscópio, chamado Google Cardboard.